# Poêlée montagnarde
La poêlée montagnarde est un mets savoyard réalisé à base de pommes de terre, de vin blanc et de fromage.

## La poêlée montagnarde dans la gastronomie savoyarde
Ce mets fait partie avec le berthoud, la fondue savoyarde et la croûte au fromage des principales recettes de la cuisine savoyarde nécessitant des fromages à pâte pressée cuite et du vin blanc.

## Ingrédients
Ce mets nécessite des pommes de terre, de l'oignon, des lardons fumés, du vin blanc de Savoie et du fromage d'Abondance.

## Préparation
Quand l'oignon émincé est revenu, il y est ajouté les pommes de terre coupées en dés et des lardons jusqu'à ce qu'ils dorent. C'est à ce moment-là que la poêlée est mouillée de vin et recouverte du fromage en lamelle. Elle est poivrée et termine de cuire à feu doux.

## Accord mets/vin
Traditionnellement ce mets s'accompagne du même vin blanc de Savoie qui a servi à sa cuisson.